# ماريك يانيتشكا
ماريك يانيتشكا (بالسلوفاكية: Marek Janečka)‏ هو لاعب كرة قدم سلوفاكي في مركز ظهير، ولد في 9 يونيو 1983 في ليفوتشا في سلوفاكيا. لعب مع نادي سبارتاك ترنافا وهانزا روستوك.

## وصلات خارجية
- ماريك يانيتشكا على موقع قاعدة بيانات كرة القدم.إي يو (الإنجليزية)
- ماريك يانيتشكا على موقع Soccerway.com (الإنجليزية)
- ماريك يانيتشكا على موقع عالم كرة القدم.نت (الإنجليزية)